# André de Lattre
André de Lattre, né le 26 avril 1923 à Paris (16e), est un haut fonctionnaire français. Inspecteur général des finances, il est sous-gouverneur de la Banque de France, conseiller économique de Charles de Gaulle et enseignant à l'Institut d'études politiques de Paris.

## Biographie

### Jeunesse et études
André de Lattre naît le 26 avril 1923 à Paris. Son père est président du Crédit français. Il suit des études de droit à l'université de Paris et obtient une licence de droit, ainsi qu'à l'École libre des sciences politiques. Durant la Seconde Guerre mondiale, il s'engage dans la 2e division blindée.
Il est titulaire d'un doctorat en droit obtenu à Sciences Po en 1950, supervisé par Henry Laufenburger, et qui a servi de base à son livre de 1959 Les finances extérieures de la France. 

### Parcours professionnel
André de Lattre commence sa carrière comme Inspecteur général des finances en 1946. Il finit sa tournée en 1947. En 1948, il intègre le cabinet du secrétaire d'État aux Finances Maurice Petsche. En 1949, il est nommé à la direction des finances extérieures. Il travaille notamment à préparer la France à la dévaluation de la livre sterling sous la direction de Guillaume Guindey. En 1954 et 1955, il est détaché auprès de la délégation française auprès du Fonds monétaire international. 
Il devient directeur adjoint des finances extérieures en 1957.  Il préside les premières négociations du Club de Paris en 1956, dans le cadre d'une restructuration de la dette publique de l'Argentine. Il dirige le Club jusqu'en 1958, date à laquelle lui succède Jean Sadrin. 
En 1959, il intègre le secrétariat général de la présidence de la République comme conseiller technique chargé des questions économiques. En 1960, il devient directeur de cabinet de Wilfrid Baumgartner, alors ministre de l'Economie et des Finances. En 1962, il devient directeur des finances extérieures, et reprend les fonctions de président du Club de Paris, qu'il conserve jusqu'en 1966. Il est évincé de son poste de directeur des finances extérieures par Valéry Giscard d'Estaing.
André de Lattre poursuit ensuite sa carrière à la Banque de France, où il nommé censeur en 1962, puis deuxième sous-gouverneur France en 1966. Il devient premier sous-gouverneur en 1973, et demeure membre de son conseil général jusqu'en 1984. Il est détaché entre 1965 et 1966 comme conseiller du président de la Banque mondiale. 
Il devient président du Crédit national en 1974, et le dirige jusqu'en 1982. Il préside ensuite la Banque française du service et du crédit de 1989 à 1996.

### Parcours professoral
Il enseigne la politique économique à l'Institut d'études politiques de Paris de 1959 à 1983, reprenant le cours donné par Paul Delouvrier. ll fait partie des grands serviteurs de l'Etat à enseigne dans la durée à Sciences Po durant ces années, aux côtés de François Bloch-Lainé. Il enseigne également l'économie monétaire internationale à l'École nationale d'administration. 

## Postérité
Une salle André de Lattre est inaugurée à l'Institut d'études politiques de Paris en 2022.